# Теодосий Деволски
Теодосий е висш български православен духовник, деволски епископ от 1998 година до смъртта си през 2017 година.

## Биография
Роден е на 9 ноември 1934 година в търновското село Драгижево, България, със светското име Тодор Минчев Купичков. Завършва духовна семинария. На 3 декември 1955 година се замонашва в Троянския манастир. На 8 януари 1956 година е ръкоположен за йеродякон, на 21 септември 1962 година за йеромонах, а на 27 юли 1967 година е възведен в архимандритско достойнство. Служи като игумен на Лопушанския манастир. На 1 юли 1988 година Синодът го назначава за ефимерий при църквата „Свети Климент Охридски“ при Софийската духовна семинария на гара Черепиш.
По време на разкола в Българската православна църква е привлечен от така наречения Алтернативен синод. Ръкоположен е за епископ на 19 февруари 1997 година от архиереите на Алтернативния синод.
На Софийския всеправославен събор на 5 октомври 1998 година се разкайва и по крайно снизхождение е приет в единството на Българската православна църква, като епископското му ръкополагане е признато и му е дадена титлата деволски, въпреки че Теодосий няма няма висше богословско образование, което според устава на БПЦ е изискване за епископски сан. Определен е за епископ на разположение на Светия синод и приема послушанието викарий на врачанския митрополит, но не встъпва в тази длъжност. Редовно служи в катедралата „Свети Александър Невски“, в Бачковския манастир, в храма „Света Троица“ на Румънската патриаршия в България и на други места в страната
В 2007 година при изборите за пловдивски митрополит, макар без висше образование, Синодът го включва в списъка на достоизбираемите епископи, тъй като „има сан епископ“. Избран е от епархийските избиратели за един от двамата кандидати за избор, но губи срещу Николай Знеполски.
На 1 юни 2008 година е назначен за игумен на Троянския манастир. В 2010 година е освободен от поста игумен на Троянския манастир от Светия синод след сканал, в който Теодосий изгонва хора от манастира, сред които има инвалиди, заради шума на инвалидните колички. Според обяснение на Теодосий пред медиите той е изгонил групата, в която има хора в инвалидни колички, заради възмущение от присъствието на „колелета“ в църквата.
На 1 февруари 2011 година е назначен за епископ на разположение на Светия синод.
Умира след кратко боледуване на 3 януари 2017 година в София. Опелото и погребението са извършени в родното му село Драгижево.